# المؤسسة الدولية الإسلامية لتمويل التجارة
المؤسسة الدولية الإسلامية لتمويل التجارة (بالإنجليزية: International Islamic Trade Finance Corporation) تهدف إلى تطوير وتوسيع منظمة التعاون الإسلامية للتجارة داخل المنظمة.

## التاريخ
منذ إنشائه عام 1395 هـ (1975 م) ، كان هدف البنك الإسلامي للتنمية (IDB) هو تحسين حياة الناس العاديين في جميع أنحاء العالم الإسلامي من خلال رفع المعايير الاقتصادية وزيادة الرخاء داخل الدول الأعضاء في منظمة التعاون الإسلامي (منظمة المؤتمر الإسلامي سابقًا). أدرك البنك الإسلامي للتنمية أن هذا الهدف يمكن تحقيقه من خلال تطوير التجارة داخل العالم الإسلامي. تنمية التجارة بين البلدان الأعضاء في منظمة المؤتمر الإسلامي أمر أساسي في هذه العملية.
تم تقديم أول اقتراح رسمي من قبل خادم الحرمين الشريفين خلال القمة العاشرة لمنظمة المؤتمر الإسلامي التي عقدت في بوتراجايا بماليزيا في عام 1424 هـ (2003 م) وبدعم من دولة الإمارات العربية المتحدة في اجتماع مجلس محافظي البنك الإسلامي للتنمية في العام التالي. في إيران. تم تكليف المؤسسة لتبسيط وتوحيد العمليات داخل البنك الإسلامي للتنمية التي تم تنفيذها من خلال برامج متعددة تحت إدارة تمويل وتشجيع التجارة بالبنك.
تم تنفيذ قدر كبير من أنشطة تمويل التجارة من خلال ما يشار إليه فيما بعد باسم «برنامج عمليات تمويل تجارة الواردات»؛ الذي بدأ بعد فترة وجيزة من إنشاء البنك الإسلامي للتنمية، في عام 1977 م، لتمويل احتياجات تمويل الاستيراد للبلدان الأعضاء. في عام 1987 م، تم إنشاء مخطط تمويل الصادرات؛ لاستكمال برنامج عمليات تمويل تجارة الواردات والمساعدة في تعزيز صادرات البلدان الأعضاء.
في عام 1998، تولى البنك الإسلامي للتنمية إدارة برنامج آخر لتمويل التجارة تم إنشاؤه بالتعاون مع البنك العربي للتنمية الاقتصادية في إفريقيا، لتمويل صادرات جامعة الدول العربية الأعضاء إلى جامعة الدول غير العربية الدول الأعضاء في الاتحاد الأفريقي. من ناحية أخرى، العديد من الكيانات في مجموعة البنك الإسلامي للتنمية مثل محفظة البنك الإسلامي للاستثمار والتنمية، وصندوق وحدة الاستثمار، والمؤسسة الإسلامية لتطوير القطاع الخاص والأوقاف العقارية كما شارك صندوق الاستثمار في أنشطة تمويل التجارة. كان من المقرر دمج جميع برامج التمويل داخل التجارة العاملة داخل البنك الإسلامي للتنمية في الشركة المقترحة.
تمت الموافقة على إنشاء المؤسسة في جمعة الأول 1426 هـ (يونيو 2005 م) من قبل مجلس محافظي مجموعة البنك الإسلامي للتنمية في اجتماعه السنوي الثلاثين في ماليزيا. تم توقيع مواد اتفاقية الشركة في العام التالي في الكويت. بدأ تشغيل المؤسسة في الأول من شهر محرم، 1429 هـ (10 يناير 2008 م) ودمج أنشطة وعمليات جميع برامج التمويل التجاري المختلفة لمجموعة البنك الإسلامي للتنمية في عملياتها الشاملة. تم افتتاح المؤسسة رسميًا في 29 من جمادى الأول، 1429 هـ (3 يونيو 2008 م) في الاجتماع السنوي الثالث والثلاثين لمجلس محافظي البنك الإسلامي للتنمية الذي عقد في جدة، المملكة العربية السعودية.

## تعزيز التجارة
تقدم المؤسسة التجارة من خلال المساهمة في تطوير الأسواق والقدرات التجارية لمساعدة جميع الدول الأعضاء في منظمة المؤتمر الإسلامي على القيام بأعمال تجارية أكثر فعالية مع بعضها البعض ومع بقية العالم.

## تحسين المعيشة
كان الشاغل الأساسي للبنك الإسلامي للتنمية هو تخفيف حدة الفقر وتعزيز التنمية الاقتصادية والتقدم الاجتماعي، خاصة بالنسبة لأقل البلدان نمواً من خلال التنمية الاقتصادية والتجارة. كان هذا الهدف الإنساني في لب تشكيل مؤسسة المؤسسة الدولية الإسلامية لتمويل التجارة.

## أمثلة على الأنشطة
- في يوليو 2012، وقعت المؤسسة اتفاقية تمويل بقيمة 40 مليون دولار مع حكومة جمهورية طاجيكستان لاستيراد البنزين والديزل.[3]
- في 5 أبريل 2024 ، وقعت المؤسسة اتفاقية تمويل مع باكستان بقيمة 600 مليون دولار تهدف لتطوير العلاقات ودعم البنية التحتية والتنمية المستدامة.[4]

## تمويل التجارة
ذراع التمويل التجاري التابع للمؤسسة الدولية الإسلامية لتمويل التجارة مسؤول عن توفير التمويل التجاري المتوافق مع أحكام الشريعة الإسلامية لكيانات القطاعين العام والخاص في البلدان الأعضاء بمنظمة المؤتمر الإسلامي، مع التركيز بشكل خاص على تمويل التجارة البينية لمنظمة المؤتمر الإسلامي. توفر المؤسسة الدولية الإسلامية لتمويل التجارة تمويلًا مباشرًا ويعمل أيضًا مع المؤسسات المالية الدولية الأخرى لدعم التجارة داخل منظمة المؤتمر الإسلامي والتجارة البينية.
كعضو في مجموعة البنك الإسلامي للتنمية، فإن المؤسسة لديها نفوذ على الحكومة وتعمل كميسر في تعبئة الموارد الخاصة والعامة لبناء وتطوير التجارة البينية. يمكن للمؤسسة أيضًا تبسيط عملية تمويل التجارة من خلال إصدار التزام غير قابل للإلغاء لاسترداد بشأن خطابات الاعتماد الصادرة بموجب التمويل المعتمد من المؤسسة الدولية الإسلامية لتمويل التجارة.

## برنامج التعاون التجاري والترويج
برنامج التعاون التجاري والترويج التجاري هو ذراع الترويج التجاري داخل الـمؤسسة والذي يهدف إلى تعزيز وتعزيز التعاون التجاري والتبادل التجاري بين الدول الأعضاء في منظمة المؤتمر الإسلامي من خلال أربعة خطوط عمل: الترويج التجاري، وتيسير التجارة، وبناء القدرات، وتطوير السلع الاستراتيجية.
تحقيقًا لهذه الغاية، ركزت المؤسسة، من خلال برنامج التعاون التجاري والترويج، على دمج منظمات الترويج التجاري في البلدان الإسلامية من خلال المهارات ونقل المعرفة المؤدي إلى بناء القدرات. من خلال التواصل مع منظمات التجارة الخارجية، من خلال رعاية مؤسسة التمويل الدولية للمؤتمرات الإقليمية والدولية، يمكن معالجة قضايا التجارة البينية وتسريع التنمية داخل التجارة.منظمات الترويج التجاري هي أفضل مصدر للمعلومات لتحديد الآفاق والعقبات التي يجب التغلب عليها والحلول لتسريع تطوير ونمو التجارة البينية بين البلدان الأعضاء في منظمة المؤتمر الإسلامي.

## المساهمون الرئيسيون
يحتفظ البنك الإسلامي للتنمية بأسهم الأغلبية بينما البقية مملوكة من قبل الدول الأعضاء والمؤسسات المالية. يعد إدراج الدول الأعضاء كمساهمين ضروريًا لضمان الوضع الدولي للمؤسسة.

## مقر المؤسسة
يقع المقر الرئيسي لمؤسسة التمويل الدولية في جدة بالمملكة العربية السعودية وتخطط للتوسع جغرافيا عن طريق فتح فروع جديدة حسب الضرورة.

## البلدان المتلقية لتمويل التجارة من المؤسسة الدولية الإسلامية
يحق لجميع البلدان الأعضاء في مجموعة البنك الإسلامي للتنمية في منظمة التعاون الإسلامي الاستفادة من التمويل التجاري للمؤسسة. يبلغ عدد الأعضاء الحاليين في البنك ستة وخمسين دولة منتشرة في أربع قارات، هي إفريقيا وآسيا وأوروبا وأمريكا اللاتينية. بالإضافة إلى ذلك، يجوز للمؤسسة أن تعتبر الدول غير الأعضاء مستفيدة مؤهلة وفقًا للقواعد والشروط التي يجب اعتمادها من قبل مجلس إدارة المؤسسة.

## السلع والخدمات المؤهلة للتمويل من قبل المؤسسة
تغطي عمليات تمويل التجارة في المؤسسة السلع والسلع والخدمات، بما في ذلك المواد الخام والسلع الصناعية الوسيطة والمدخلات الزراعية والمواد الغذائية وجميع السلع الأخرى المؤهلة بموجب أحكام الشريعة الإسلامية.

## وصلات خارجية
- ITFC homepage
- IDB homepage
- OIC homepage